# محاورات أفلاطون: أوطيفرون – الدفاع – أقريطون – فيدون
محاورات أفلاطون: أوطيفرون – الدفاع – أقريطون – فيدون (بالإنجليزية: plato's dialogues: euthyphro - apology - crito - phaedo)‏  كتاب نقله إلى اللغة الإنجليزية بنيامين جويت. صدر أول ترجمة باللغة العربية عام 1954 عن لجنة التأليف والترجمة والنشر - مصر، وقام بترجمته زكي نجيب محمود.

## محتوى الكتاب
إهداء - مقدمة - مقدمة «أوطيفرون» - أوطيفرون - مقدمة «الدفاع» - دفاع سقراط - مقدمة «أقريطون» - أقريطون أو واجب المواطن - مقدمة «فيدون» - فيدون أو خلود الروح.

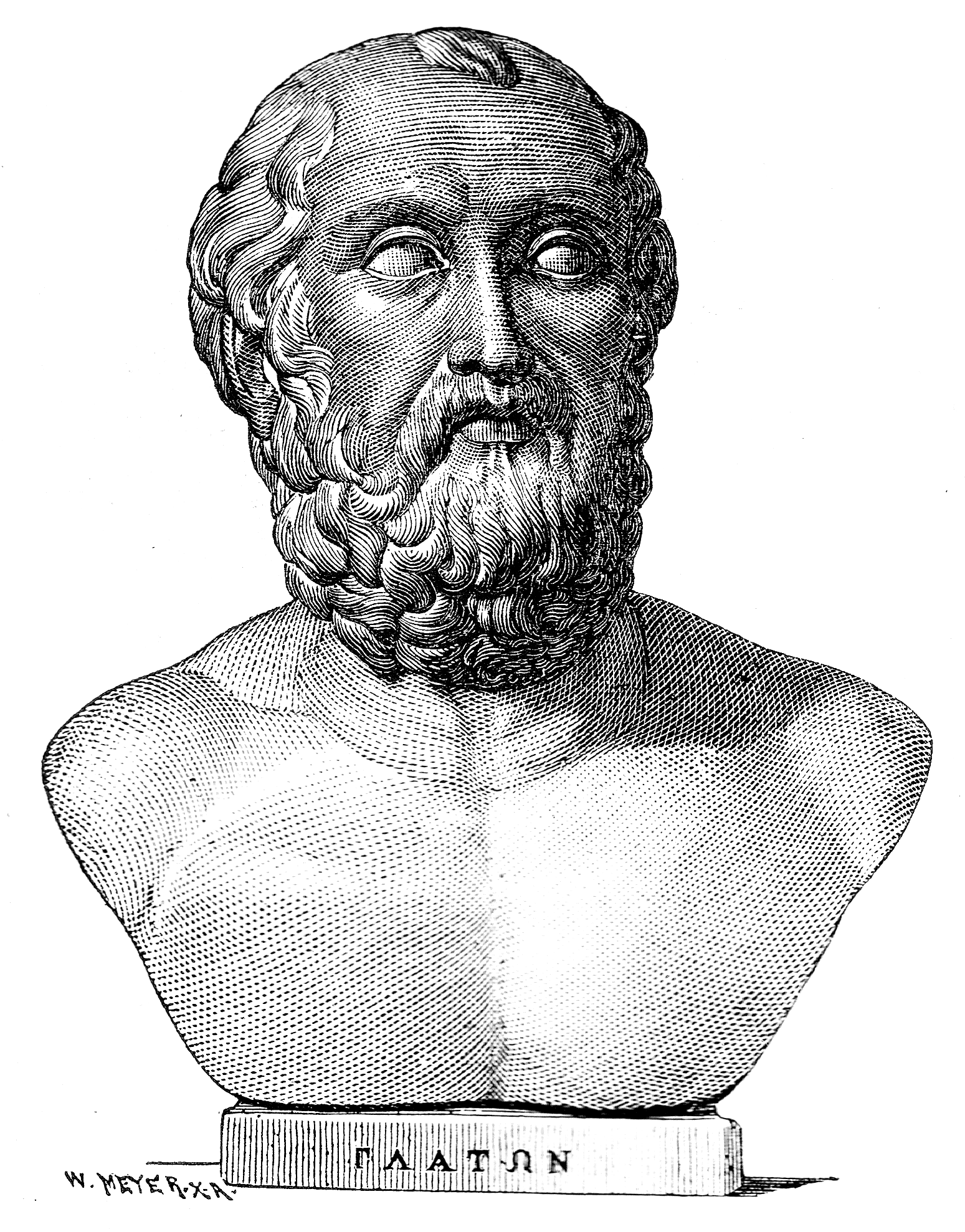
أفلاطون

## ملخص الكتاب
محاورات أفلاطون الأربعة (محاورة أوطيفرون - محاورة الدفاع - محاورة أقريطون - محاورة فيدون أو خلود الروح) تدور كل المحاورات في الفصل الأخير تقريباً من حياة سقراط - المعلم الأول - بداية من طلب محاكمته بعدة تهم منها الهرطقة والسفسطة وإفساد الشباب ورغم ان الشاكي كان رجلاً لم يتتلمذ علي يد سقراط أو حتى تتضرر منه ولكن قبلت المحكمة الاتهام رغم ان تلاميذ سقراط أنفسهم شهدوا في صفه في نقض واضح لأسس العدالة التي قامت عليها أثينا آنذاك ولكن علي ما يبدو كان الحكم بسبب عجرفة سقراط المزعومة، فسقرط منذ أن علم أنه أحكم من في الأرض كما أخبرت عرافة أثينا وهو يعلم أنه لا يعلم أي شئ بدأ في تفنيد آراء كل من حوله فمن كان حكيماً بالأمس أصبح أمام سقراط شخص جاهل تسخر العامة منه ربما هذا ما دفع الناس لتصديق الإتهام عليه.
المحاورة الأولى: أوطيفرون
تدور المحاورة الأولي بين سقراط ورجل أتهم والده بالقتل، أُعجب سقراط أيما إعجاب بهذا الشجاع الذي أتهم والده حين أحس انه مجرم وتدور المحاورة بالكامل حول معنى الفضيلة وهل الفضيلة محببه للآلهة اليونانية لأنها جيدة أم جيدة لأنها محبوبة عند آلهة الأوليمب؟ وما إذا كانت الفضيلة هي التي دفعت هذا الشاب لاتهام والده؟ وحول معاني العدل سواء الدينية أم تلك التي توجد بيننا؟ في النهاية يخلص منها سقراط بأن محاوره جاهل بالفضيلة متسرع بالحكم علي كل من حوله ويتهرب من النقاش.
المحاورة الثانية: الدفاع
هنا يصف لنا أفلاطون دفاع سقراط عن نفسه أمام إتهامات كاذبة وأمام قضاة مستعدون للإطاحة به، يبدء سقراط الدفاع بالحديث عن العدل ومعناه ومن ثم يتجه للحديث عن السفسطة تلك التهمة التي يدعي البعض إلصاقها به؟ وهل فعلاً السفسطة جريمة أم إحتكار الفلسفة في برج عاجي يتداولها القادرون هو الجريمة.
المحاورة الثالثة: أقريطون
وأقريطون هو صديق سقراط المقرب يحكيها من داخل زنزانة سقراط بعد ان تم تصديق حكم الإعدام عليه ورفض سقراط بأي حال ان يتذلل للجنة القضاة أن تعفو عنه أو حتي ان يدفع عنه أصدقائه وتلاميذه غرامة كبيرة، بل حتى رفض سقراط أن يهرب من أثينا لدولة أخري، إيماناً منه بأهمية دوره في المجتمع وقدسية اختياره من العرافة كأحكم من في الأرض.
المحاورة الرابعة: فيدون
ويحكيها فيدون أحد المقربين لسقراط ويحكي فيها اللحظات الاخيرة لسقراط والمحاورة التي دارت بينهم حول الخلود وهل الروح تفنى أم تذهب لمكان أفضل؟ وعن أسباب سقراط الذي فضل الموت الآن بدلاً من انتظاره بعد بضعة سنوات - لأنه كان مسناً - لكي يبحث عن الحكمة الحقة في الأعلى ويتعلم فالفيلسوف من وجهة نظره هو من يؤثر الموت علي الحياة لأن الموت بالنسبة له هو دار التكريم والعلم الصحيح.

## مقتطفات من الكتاب
نقل «بنيامين جويت» Benjamin Jewett محاورات أفلاطون إلى اللغة الإنجليزية - كما نقلها كثيرون غيره - ولكنه اختص هذه المحاورات الأربع، التي نقدمها اليوم إلى قراء العربية، بكتاب مستقل؛ لأنها تصوِّر حياة سقراط تصويرًا دقيقًا، أو لعل أفلاطون قد أضاف إليها من فنه ما خلع على تلك الحياة ثوبًا من الكمال؛ فنحن لا ندري أهو يسوق في المحاورات الثلاثة أقوال سقراط بنصها التاريخي، أم ينسج فيها بخياله صورةً تمثِّل شخصية أستاذه تمثيلًا صحيحًا، كما يفعل الروائي بأبطاله. ومهما يكن من أمر، فلا ريب في أنه وُفِّق وأجاد في ذلك التصوير، فجاء سقراط كما كان في حياته التي أثبتتها الرواية التاريخية: كثير السؤال، قليل الجواب، حاضر البديهة، لاذع السخرية، يحاور محدِّثه ويداوره، آخذًا بزمامه إلى غاية خلقية قصد إليها ودبر لها الحديث. ولكنك ستلمس في «فيدون»، وهو رابع المحاورات في هذا الكتاب، جانبًا آخر من الفيلسوف، ففيه صورة من سقراط في نزعته المثالية وفلسفته الروحية التي بدأت عنده وبلغت أوجها في تلميذه أفلاطون. وها نحن أولاء نستعرض في هذه المقدمة أهم ما تحويه هذه المحاورات، لعلها تعين القارئ على حسن الفهم وجودة الإساغة والتقدير.
.........
مقدمة «أوطيفرون»
هذا حوار يمثل سقراط قبل محاكمته بتهمة الفجور التي اتهمه بها نفر من الأثينيين. وقد أراد أفلاطون أن يبين للناس مدى جهلهم بحقيقة الفجور الذي رمَوْا به سقراط؛ فاتخذ حادثة قد تكون وقعت بالفعل في أسرة أوطيفرون موضوعًا لمحاورته. وبطلُ الحادث رجل من أهل أثينا، عَلا كَعْبُه في شئون العلم والدين، ألا وهو «أوطيفرون». يقدم لنا أفلاطون هذا الرجل وقد التقى بسقراط في دهليز كبير القضاة؛ إذ كان لكل منهما عند القاضي مسألة قصد إلى إنجازها، أمَّا سقراط فقد جاء في شأن قضيته التي اتُّهِمَ فيها بالإلحاد والتي أقامها عليه «مليتس»، وأمَّا «أوطيفرون» فجاء مدَّعيًا في قضية قتل أقامها على أبيه. وتفصيل هذه القضية الأخيرة أن رجلًا فقيرًا من أتباع أسرة أوطيفرون قتل عبدًا من عبيدها في «ناكسوس»؛ فأمر أبو «أوطيفرون» بالقاتل، فشُدَّ وثاقه وأُلقيَ في خندق ريثما يستفتي علماء الدين في أثينا عما ينبغي أن ينزل بهذا المجرم من صنوف العقاب، ولكن المنيَّة لم تمهل الجاني حتى يعود الرسول من أثينا يحمل الفتوى، فقضَى نَحْبه لما أصابه من جوع وبرد، فلم يتردد «أوطيفرون» في أن يتهم أباه بجريمة القتل.
لم يكد سقراط يصغي إلى رواية الرجل في اتهام أبيه حتى أيقن أنه لا بد عالم أدق العلم بطبيعة الخير والشر والتقوى والفجور، وإلا لما اجترأ أن يقدِم على هذا الاتهام الخطير، وما دام سقراط نفسه على وشك أن يتقدم إلى المحاكمة مُتَّهَمًا بالفجور، فخيرُ ما يصنعه أن يتلقى عن «أوطيفرون» العلم بحقيقة التقوى والفجور لعله يفيد به شيئًا أثناء محاكمته، ويكفيه أن يحتج للقضاة برأي هذا الرجل، ولن يسع القضاة إلا التسليم والقبول … فما التقوى إذن؟
.......
أوطيفرون : ومن هو ذا؟
سقراط : شاب نكرة يا أوطيفرون، لا أكاد أعرفه، اسمه مليتس وهو من أهل مدينة بتثيس ولعلك ذاكر صورته؛ فله منقار، وشعر طويل مستقيم، ولحية شعثاء.
أوطيفرون : كلا، لست أذكره يا سقراط، ولكن بأية تهمة رماك؟
سقراط : بأية تهمة؟ إنها اتهام خطير يدل على أنه ذو خُلق عظيم، ولا ينبغي بلا ريب أن يُزدرَى من أجله؛ فهو يقول إنه يَعْلم كيف يَفسد الشباب، ومن هم المفسدون.
ويُخيَّلُ إليَّ أنه لا بد أن يكون رجلًا حكيمًا، فلما رآني نقيض الرجل الحكيم أشار عني، وهو معتزم أن يتهمني بإفساد أصدقائه من الشبان. وستكون الدولة - وهي أمنا - حكمًا في هذا. إنه الوحيد بين ساستنا الذي أراه قد بدأ بدءًا صحيحًا في غرس الفضيلة في الشباب. فهو كالزارع القدير، يُعنَى بالنبات الصغير أول ما يُعنَى، فيباعد بيننا وبينه؛ لأننا متلِفوه، وما تلك إلا خطوة أولى إذا ما أتمها توجه بعنايته إلى الغصون المكتهلة، ولو استمر كما بدأ لأصبح للشعب مُصلحًا جد عظيم.
أوطيفرون : أرجو له أن يستطيع، ولكني كم أخشى يا سقراط أن يكون العكس هو الصحيح، فرأيي أنه بمهاجمته إياك إنما يصوب ضربة إلى الدولة في أساسها، ولكن كيف تفسد الشباب في زعمه؟
سقراط : إنه يوجه إليَّ اتهامًا عجيبًا يثير الدهشة فور سماعه؛ فهو يقول إني شاعر أو مبتدع للآلهة؛ فأختلق آلهة جديدة وأنكر وجود الآلهة القديمة، هذا هو أساس دعواه.
أوطيفرون : أفهم ما تقول يا سقراط؛ فهو يريد أن يتهمك بالعلامة المعهودة التي تأتيك من حين إلى حين كما تقول. وسيقدمك إلى المحكمة لأنه يظن أنك ذو بدعة في الدين، ولعله يعلم ما أعلمه علم اليقين من أن مثل هذه التهمة سهلة القبول لدى الناس؛ فأنا حين أتحدث في الجماعة عن أشياء مقدَّسة وأتنبأ لهم بالمستقبل يهزءون مني ويظنون أني مجنون، ومع ذلك فكل كلمة مما أقوله حق، ولكنهم يغارون مِنَّا جميعًا، فيجب علينا أن نستبسل ونهاجمهم.
سقراط : ليس ضحكهم يا عزيزي أوطيفرون بذي خطر؛ فقد يُقال عن رجل إنه حكيم، ولكن الأثينيين فيما أحسب لا يكلفون أنفسهم عناء بشأنه إلا إذا أخذ يبث في الناس حكمته، عندئذٍ يأخذهم الغضب لسبب ما، وقد يكون لغيرةٍ فيهم، كما تقول أنت.
أوطيفرون : لا ينتظر أن أختبر خلقهم على هذا النحو.
سقراط : أظن أنك لن تفعل؛ لأنك متحفظ في سلوكك، ويندر أن تبث حكمتك. أمَّا أنا فقد تعودت مُحسنًا أن أُفرغ ما بنفسي لكل إنسان، بل إني لأود أن أؤجر المستمع، وإني لأخشى أن يظن الأثينيون أني كثير الثرثرة، فلو حدث - كما سبق لي القول - أن اكتفَوْا بسخريتهم مني، كما زعمتَ أنهم فعلوا معك؛ إذن لأنفقنا الوقت في المحكمة في مرح شديد. ولكن قد يأخذهم الجد، وعندئذٍ لا يستطيع أن يُنبئ بالخاتمة إلا أنتم معشرَ المنجِّمين.
أوطيفرون : أظن يا سقراط أن الأمر سينتهي بلا شيء، وأنك رابح قضيتك كما أظنني كاسبًا لقضيتي.
سقراط : وما قضيتك يا أوطيفرون، أأنت المتهِم أم المتهَم؟
أوطيفرون : أنا المتهِم.
سقراط : ومَنْ تتَّهِم؟
أوطيفرون : ستظنني مجنونًا حين أنبئك.
سقراط : لماذا؟ أللهارب أجنحة؟
أوطيفرون : لا! إنه لا يمتاز بحضور البديهة في سنه هذه.
سقراط : ومن هو ذا؟
أوطيفرون : إنه أبي.
سقراط : أبوك يا رفيقي العزيز؟
أوطيفرون : نعم.
سقراط : وبماذا اتهمتَه؟
أوطيفرون : بالقتل يا سقراط.
سقراط : يا للآلهة يا أوطيفرون! ما أقل ما يعلم غمار الناس عن الحق والصواب، إنه لا بد للإنسان أن يكون ممتازًا وأن يكون قد خطا في الحكمة خطوات فسيحة، حتى يستطيع أن يتلمس سبيله إلى مثل هذه الدعوى.
أوطيفرون : حقًّا يا سقراط، لا بد أن يكون كذلك.
سقراط : أحسب أن الرجل الذي قتله أبوك كان أحد أقربائك، ولا شبهة في هذا؛ لأنه لو كان غريبًا لما فكرت قطُّ في اتهامه.
..........
دفاع سقراط
لست أدري أيها الأثينيون كيف أثَّر متهِميَّ في نفوسكم، أمَّا أنا فقد أحسست لكلماتهم الخلابة أثرًا قويًّا أُنسِيتُ معه نفسي، وإنهم لم يقولوا من الحق شيئًا، ولشد ما دهشتُ إذ ساقوا في غمر باطلهم نذيرًا لكم أن تكونوا على حذر، فلا تخدعكم قوة فصاحتي، إني إذا نبستُ ببِنْتِ شَفَة نهضت لكم دليلًا على عيِّ لساني وافتضح أمرهم، وإنهم بذلك عالمون، ولكنهم يمارون ولا يخجلون، أم تراهم يطلقون الفصاحة على قوة الحق؟ إذن لأشهدت أني مِصْقَع بليغ … ألا ما أبعد الفرق بيني وبينهم! فهم كما أنبأتكم لم ينطقوا كلمة صدق، أمَّا أنا فخذوا الحق مني صراحًا، ولن أصوغها عبارة خطابية منمقة كما فعلوا، لا والله، بل سأسوق الحديث والأدلة إليكم عفو ساعتها؛ لأني على يقين من عدالة قضيتي، فلن أقف يومًا بينكم أيها الأثينيون موقف الخطيب الصبياني ما دُمت حيًّا، فلا يرجونَّ الآن أحدٌ مني خطابًا، ولعلي أظفر منكم بهذا الفضل إذا دافعت عن نفسي بأسلوبي المعهود؛ فجاءت في دفاعي كلمات قلتُها من قبل، وسمعها بعضكم في الطريق أو عند موائد الصيارفة أو في أي مكان آخر، فلا تدهشوا ولا تقاطعوا الحديث؛ لأني أقف — وقد نَيَّفتُ على السبعين عامًا — للمرة الأولى في ساحة القانون، فلم آلف لغة هذا المكان، فانظروا إليَّ نظرَكم إلى الغريب تُلتمس له المعذرة لو جرى لسانه بلغة قومه ولهجة وطنه. وما أحسبني بذلك أطلب شططًا، فدعكم من عبارتي التي قد تكون حسنة وقد لا تكون، وانظروا في صدق العبارة وحده، وإذا حكم منكم قاضٍ فليحكم بالعدل، وإذا نطق متكلم فلينطق بالحق.
ولأبدأ أوَّلًا بردِّ التهم القديمة والطائفة الأولى من المدعين، ثم أستطرد إلى دعوى الفريق الثاني؛ فلقد اتهمني من قبلُ نفرٌ كثير، ولبثتْ دعواهم الباطلة تتردد أعوامًا طوالًا، وإني لأخشاهم أكثر من هذا الرجل (أنيتس) وعصبته، وإن كيدهم لعظيم، ولكن أولئك الذين نهضوا إذ كنتم أطفالًا فملكوا ألبابكم بأباطيلهم لأشد من هؤلاء خطرًا؛ فهم يحدثونكم عمن يُسَمَّى سقراط أنه حكيم يسبح بفكره في السماء، ثم يهوي به إلى الغبراء، وأنه يخلع على الباطل رداء الحق. أولئك هم من أخشى من الأعداء؛ فقد أذاعوا في الناس هذا الحديث، وما أسرع ما يظن الدهماء أن هذا الضرب من المفكرين كافر بالآلهة. كثيرون هم أولئك المدعون، ودعواهم قديمة العهد، نشروها حين كنتم في سن الطفولة أو الشباب ألين انطباعًا، ولم يكادوا ينطقون بالدعوى حتى انطلقت تحمل عني في ذيلها السوء دون أن تجد لها مُفنِّدًا. وأهول من ذلك كله أن لبثتْ أسماؤهم مجهولة لا أعلمها لولا ذلك الشاعر الهازل الذي ساقته الظروف. وإنه لمن العسير أن أتحدث إلى أشخاص هؤلاء الهجائين الذين نفذوا إلى نفوسكم بما يحملون من ضغينة وحقد، صدر فيها بعضهم عن عقيدة، ثم ألقوا بذورها في قلوب الآخرين؛ فلا أستطيع أن أدعوهم إلى هذا المكان لأستجيبهم؛ فأنا إن دافعت الآن فإنما أدافع أشباحًا، واستجيب حيث لا مجيب. وإني لأرجو أن تقبلوا ما فرضته لكم من قبلُ بأن الأعداء صنفان؛ فطائفة حديثة العهد وأخرى قديمته، وأحسبكم ترَوْن صواب رأيي في أن أبدأ بالرد على هذه الطائفة الأخيرة، فدعواها أقدم عهدًا وأكثر تردُّدًا.

## وصلات خارجية
https://www.hindawi.org/books/51680524/ محاورات أفلاطون: أوطيفرون – الدفاع – أقريطون – فيدون
https://www.goodreads.com/book/show/9480100 محاورات أفلاطون: أوطيفرون – الدفاع – أقريطون – فيدون